# Curtis Axel
Curtis Axel, właśc. Joseph Curtis Hennig, Joe Hennig (wcześniej Michael McGillicutty) (ur. 1 września 1979 w Champlin) – amerykański wrestler.
Występował w rosterze WWE NXT, pod opieką Kofiego Kingstona. Na Raw 25 października 2010 dołączył do Nexusa. Występuje na Raw. Jest synem Hall of Famera Mr. Perfecta. Na Raw 23 maja 2011 zdobył Pas WWE Tag Team Championship wraz z Davidem Otungą pokonując Kane’a i Big Showa. Stracili pasy 22 sierpnia na rzecz Evana Bourne’a i Kofiego Kingstona.
W 2013 na WWE Raw, Henning pojawił się pod nowym pseudonimem Curtis Axel wraz ze swoim nowym menadżerem Paulem Heymanem. Swoją nazwę zawdzięcza swojemu dziadkowi i ojcu. Połączył on pseudonim Curt (Curt Mr.Perfect Hennig [ojciec]) i Axe (Larry The Axe Hennig [dziadek]), uzyskując Curtisa Axela. Podczas gali Payback 2013 pokonał Wade Barretta i The Miza i zdobył po raz pierwszy WWE Intercontinental Championship. Podczas Money in the Bank 2013 obronił pas przeciwko Mizowi. Na WWE Raw 18 listopada stracił WWE Intercontinental Championship na rzecz Big E Langstona. Gdy Hennig został odrzucony od Paula Heymana, stworzył Tag Team z Rybackiem i nazwali się Rybaxel. Na TLC 2013 mieli szansę zdobycia Tag Team Championship, w Elimination Fatal-4 Way z innymi drużynami (przeciwko mistrzom Tag Team Cody’emu Rhodesowi i Goldustowi, Antoniowi Cesaro i Jackowi Swaggerowi [Real Americans] oraz Reyowi Mysterio i Big Showowi), nie udało im się wygrać. Na WrestleManii XXX wraz z Rybackiem mieli szansę na pasy WWE Tag Team CHampionship, ale przegrali z Los Matadores, Real Americans oraz mistrzami Tag Team The Usos. Na RAW 28 kwietnia 2014 walczyli przeciwko Usos o pasy Tag Team, jednak nie udało im się wygrać.

## The Miztourage i The B-Team (2017–obecnie)
19 czerwca, podczas czerwonej tygodniówki The Miz podszedł Dallasa i Axela, oferując im „role, na które zasługują, jeśli staną się jego „otoczeniem”. Później tego wieczoru duet pojawił się przebrani za niedźwiedzie w segmencie pomiędzy Miz i jego żoną Maryse, gdzie przybyli, by ujawnić się i sprzymierzyć się z Mizem atakując Deana Ambrose’a.
26 czerwca na Monday Night Raw Dallas i Axel, oznajmili, że od tej pory będą występować jako „The Miztourage”, jako drużyna z Mizem Six-Man Tag Team Matchu przeciwko Ambrose’owi, Slaterowi oraz Rhyno, to Bo Dallas przypiął Rhyno. Na SummerSlam, The Miz i The Miztourage pokonali Jasona Jordana zasilonego przez The Hardy Boyz w pre-shole. W listopadzie, po tym, jak Miz zdecydował się na krótką przerwę w kręceniu filmu The Marine 6, Dallas i Axel utworzyli krótki sojusz z Eliasem, gdzie w 27 listopada podczas odcinka WWE Raw, Dallas i Axel próbowali pomóc Eliasowi pokonać Romana Reignsa, aby wygrać WWE Intercontinental Championship, jednak Reigns zachował tytuł. 19 kwietnia 2018, podczas WWE Superstar Shake-up 2018, The Miz przeniósł się na SmackDown, lecz Curtis Axel z Bo Dallasem zostali na WWE Raw. Później tej nocy, Miztourage opuścili Miza w swoim ostatnim meczu na Raw, a później bezskutecznie oferował swoje usługi innym wrestlerom, w tym Finnowi Bálorowi (jako Bullet Club) i Sethowi Rollinsowi (jako The Shield).
14 maja na WWE Raw, Curtis i Bo nazwali się „The B-Team”, oraz otrzymali push, rozpoczynając feud o WWE Raw Tag Team Championship z Mattem Hardym i Brayem Wyattem, zdobywając tytuły na WWE Extreme Rules. 23 lipca na Raw, The B-Team zachowało swoje tytuły w rewanżu przeciwko Deleters Of Worlds. W następnych tygodniach The B-Team zostali ulubieńcami fanów. Tydzień przed SummerSlam obronili pasy w walce z Deleters Of Worlds i The Revival. Na SummerSlam 19 sierpnia, The B-Team mieli swoją pierwszą udaną obronę tytułów na PPV znów przeciwko The Revival (Dash Wilder i Scott Dawson). Pasy utracili 3 września na Raw w walce z Drew McIntyre’em i Dolphem Zigglerem.

## Styl walki

### Finishery
- Axelizer (Hangman’s facebuster)
- Perfect-Plex (Bridging cradle suplex) – adopted from his father
- McGillicutter / Turning Heads (Running one-armed swinging neckbreaker)

### Standardowe akcje
- Back body drop
- Backbreaker
- Belly to back suplex
- Clothesline to the back of the opponent’s head
- DDT
- Diving axe handle elbow drop
- Diving crossbody
- Dropkick
- Drop toe hold
- Knee drop
- Neckbreaker
- Rolling neck snap, sometimes from the second rope – adopted from his father
- Rope hung neckbreaker
- Saito suplex
- Scoop slam
- Side headlock takedown

## Osiągnięcia
Florida C oraz hampinshling
1. FCW Florida Tag Team Championship (3 razy)
2. FCW Florida Heavyweight Championship

World Wrestling Entertainment
- WWE Tag Team Championshup (1 raz) – z Davidem Otungą
- WWE Intercontinental Championship (1 raz)